# Jelena Michailowna Urlajewa
Jelena Michailowna Urlajewa ist eine usbekische Bürgerrechtlerin und ehemalige Fernsehjournalistin, die ihr Leben dem Einsatz für Menschenrechte in ihrem Heimatland gewidmet hat.

## Leben
Urlajewa wurde in der Nähe der Hauptstadt Taschkent geboren und wurde durch persönliche Erfahrungen mit Ungerechtigkeiten zur Bürgerrechtlerin. Ihre berufliche Laufbahn als Journalistin endete schlagartig, als sie wegen ihrer zunehmenden Aktivitäten gegen die staatliche Politik entlassen wurde. Seitdem hat sie sich voll und ganz ihrem Engagement für die Menschenrechte verschrieben, trotz zahlreicher persönlicher Opfer, darunter wiederholte Inhaftierungen und Zwangsbehandlungen in psychiatrischen Einrichtungen. Ihre Entschlossenheit, sich trotz massiver staatlicher Repressionen weiter zu engagieren, haben ihr sowohl national als auch international Anerkennung eingebracht.

## Wirken
Urlajewa machte sich insbesondere durch ihre Arbeit gegen das staatlich geförderte Zwangsarbeitssystem in den Baumwollfeldern Usbekistans einen Namen. Ihre Untersuchungen und Berichte trugen wesentlich dazu bei, dass die internationale Gemeinschaft auf die Missstände aufmerksam geworden ist. Trotz starker Gegenwehr der Regierung dokumentierte sie die Zwangsverpflichtung von Lehrern, Ärzten und anderen Berufsgruppen zur Baumwollernte, was zu einer internationalen Kampagne führte, die bedeutende Modeunternehmen zum Boykott usbekischer Baumwolle bewegte. Diese Kampagnen führten schließlich zu einer Verringerung der Kinderarbeit und einer stärkeren Regulierung der Zwangsarbeit durch die usbekische Regierung.

## Auszeichnungen
Für ihre Beiträge im Bereich der Menschenrechte erhielt Urlajewa Anerkennung von zahlreichen internationalen Organisationen, darunter Amnesty International und Human Rights Watch, die sie als eine der mutigsten Frauen in Usbekistan bezeichneten. Im Jahr 2010 erhielt sie für ihre Arbeit den Per-Anger-Preis.